# Dibenzazepina
La Dibenzazepina (iminostilbeno) es un compuesto químico con dos anillos de benceno fusionados a un grupo azepina. Su fórmula molecular es C14H11N.
Se trata de un antidepresivo tricíclico derivado de la dibenzazepina. Actúa bloqueando la recaptación de neurotransmisores por la membrana neuronal, con lo que se potencian los efectos de estos últimos. Presenta actividad anticolinérgica que puede ser aprovechable para el tratamiento de ciertas patologías (enuresis…), o ser la causa de muchos de sus efectos secundarios. Produce sedación tanto en personas sanas como en deprimidas.